# Émile Stijnen
Joannes Emilius „Émile” Stijnen (ur. 2 listopada 1907 w Antwerpii, zm. 27 marca 1997) – belgijski piłkarz grający na pozycji pomocnika. W swojej karierze rozegrał 31 meczów w reprezentacji Belgii, w których strzelił 1 gola.

## Kariera klubowa
Swoją karierę piłkarską Stijnen rozpoczął w klubie Berchem Sport. W 1927 roku zadebiutował w jego barwach w rozgrywkach pierwszej ligi belgijskiej. Występował w nim do końca sezonu 1934/1935. Latem 1935 roku przeszedł do ROC Charleroi-Marchienne. Grał w nim do końca swojej kariery, czyli do końca sezonu 1942/1943.

## Kariera reprezentacyjna
W reprezentacji Belgii Stijnen zadebiutował 1 maja 1932 w wygranym 5:2 towarzyskim meczu z Francją, rozegranym w Brukseli. W 1938 roku został powołany do kadry na mistrzostwa świata we Francji. Na nich zagrał w jednym meczu, przegranym 1:3 z Francją Od 1932 do 1939 roku rozegrał w kadrze narodowej 31 meczów i strzelił w nich 1 gola.